# Caroline Bonaparte
Carolina Maria Annunziata Bonaparte Murat Macdonald (tiếng Pháp: Caroline Marie Annonciade Bonaparte; 25 tháng 3 năm 1782 – 18 tháng 5 năm 1839), hay được biết đến nhiều hơn với cái tên Caroline Bonaparte, là một hoàng nữ của Đệ Nhất Đế chế Pháp; con thứ 7 và là con gái thứ 3 của Carlo Bonaparte và Letizia Ramolino, và em gái của Hoàng đế Napoléon I của Pháp. Bà là vương hậu của Vương quốc Napoli trong thời kỳ chồng bà là Joachim Murat được người anh vợ Napoleon trao quyền cai trị vùng đất này. Caroline đã trở thành nhiếp chính của Napoli trong 4 lần khi chồng bà vắng mặt: vào các năm 1812–1813, 1813, 1814 và 1815.
Năm 1800, Caroline kết hôn với Joachim Murat, Thống chế của Đệ Nhất Cộng hòa Pháp và là người thuộc phe cánh của Đệ nhất Tổng tài Napoleon Bonaparte, cũng là anh rể của ông. Năm 1804, Napoleon xưng đế, chính thức lập ra Đệ Nhất Đế chế Pháp, Joachim Murat bước vào hoàng tộc Pháp với tước hiệu Thân vương Đế chế. Năm 1808, sau khi Joseph Bonaparte rời Napoli để tiếp nhận ngai vàng Tây Ban Nha, Joachim Murat đã được đưa đến bán đảo Ý để trở thành vua của nhà nước này.

## Cuộc sống đầu đời

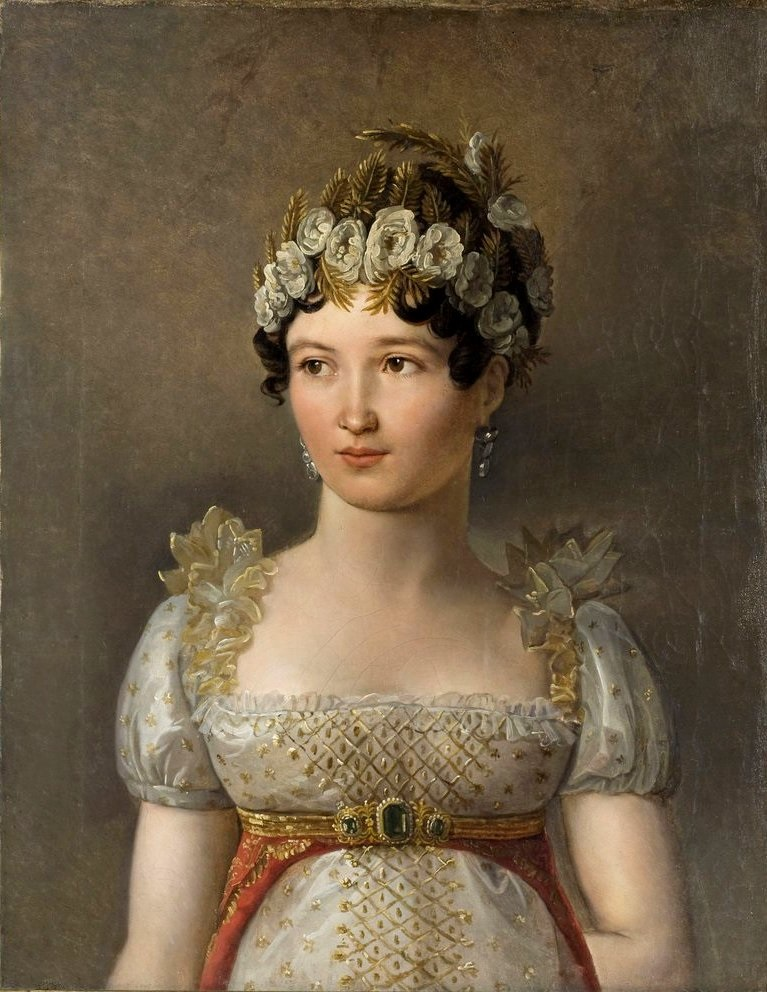
Công chúa hoàng gia Caroline Bonaparte

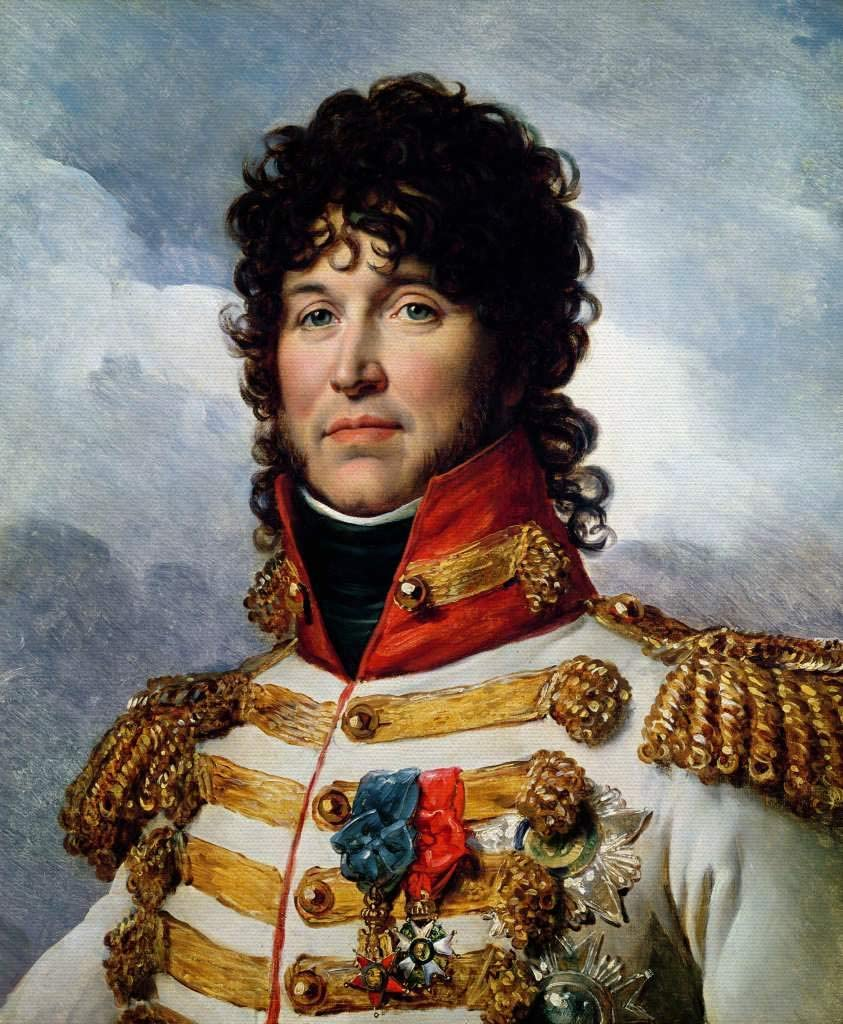
Nguyên soái Murat

Caroline sinh ra ở Ajaccio, Corsica, là con gái của Carlo Bonaparte và Letizia Ramolino. Cô là em gái của Joseph Bonaparte, Napoléon Bonaparte, Lucien Bonaparte, Élisa Bonaparte, Louis Bonaparte và Pauline Bonaparte. Cô là chị gái của Jérôme Bonaparte. Được đánh giá cao về vẻ đẹp và trí thông minh, Caroline cũng có tính khí phức tạp, đầy tham vọng và hiểu biết về chính trị, đặc biệt là khi bà có đến 6 anh chị em là quân chủ cai trị các lãnh thổ khắp châu Âu, chồng bà cũng được trao ngai vàng của vương quốc có lãnh thổ lớn thứ 2 trên bán đảo Ý.
Hoàng nữ Caroline Bonaparte
"Trong gia đình tôi, cô ấy là người giống tôi nhất".— Napoléon nói về em gái Caroline

Năm 1793, Caroline cùng gia đình chuyển đến Pháp trong Cách mạng Pháp. Caroline được giáo dục khi còn là học sinh tại trường Saint-Germain-en-Laye do Henriette Campan thành lập. Cô học cùng trường với Hortense de Beauharnais, con gái của Joséphine. Trong tương lại Hortense trở thành vợ của anh trai Louis Bonaparte, trong khi đó mẹ của Hortense lại trở thành vợ của Napoléon Bonaparte, tương lai là hoàng hậu đầu tiên của Đế chế Pháp.
Cô yêu Joachim Murat hào hoa và lôi cuốn, một trong những chỉ huy kỵ binh cấp cao của anh trai cô, và họ kết hôn vào ngày 20 tháng 1 năm 1800. Caroline mới 17 tuổi. Ban đầu, Napoléon không muốn cho phép họ kết hôn, tuy nhiên, vợ ông là Joséphine de Beauharnais đã thuyết phục ông thay đổi ý định.
Khi Napoléon trở thành Hoàng đế, bà và các chị gái đã thuyết phục anh trai phong họ làm công chúa Hoàng gia của Đệ Nhất Đế chế Pháp.

## Vương hậu Napoli

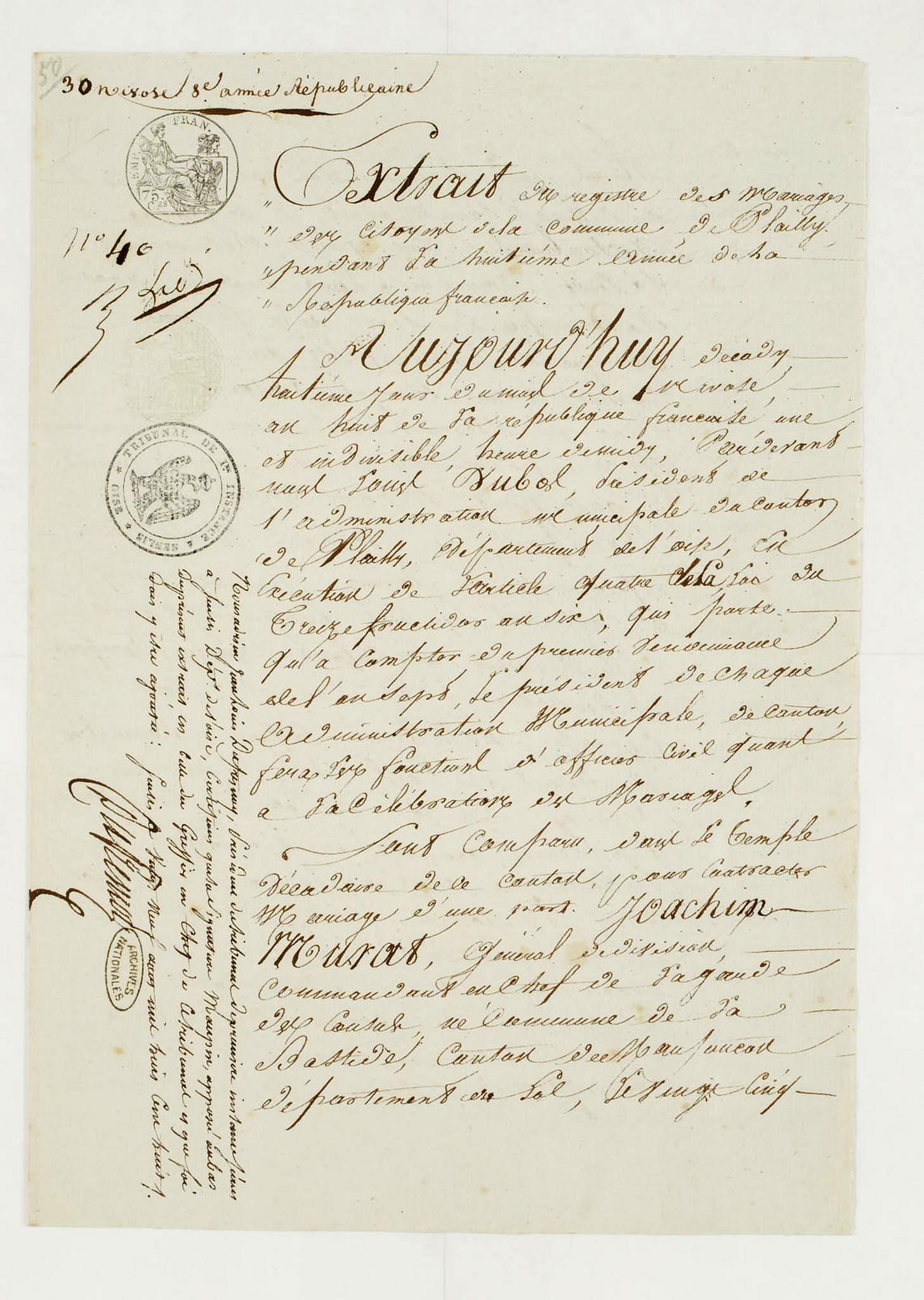
Giấy chứng nhận kết hôn của Joachim Murat và Caroline Bonaparte, hiện có trong Archives nationales

Caroline trở thành Đại công tước phu nhân xứ Berg và Cleves vào ngày 15 tháng 3 năm 1806 và là Vương hậu của Napoli vào ngày 1 tháng 8 năm 1808, khi chồng của bà được anh trai bà bổ nhiệm vào các chức vụ tương đương. Theo các điều khoản, Caroline vẫn sẽ giữ tước hiệu Vương hậu sau cái chết của chồng.
Với tư cách là Vương hậu, Caroline đã cải tạo các dinh thự hoàng gia ở Vương quốc Napoli, quy hoạch những khu vườn mới, khuyến khích sự quan tâm ngày càng tăng đối với đồ nội thất có thiết kế Cổ điển, bảo trợ cho ngành công nghiệp tơ lụa, bông và các nghệ sĩ người Pháp ở Napoli, thể hiện sự quan tâm đến những khám phá khảo cổ học ở Pompei và thành lập một trường học dành cho nữ sinh.
Caroline được mô tả là người cực kỳ ghen tị với chị dâu Joséphine và các con của cô, vì Caroline cảm thấy Hoàng đế Napoléon ưu ái họ hơn những người thân thuộc Vương tộc Bonaparte của mình. Theo báo cáo, Caroline là người đã sắp xếp để Napoléon lấy một tình nhân, Éléonore Denuelle, người đã sinh ra đứa con ngoài giá thú đầu tiên cho Napoleon một cách hợp pháp. Điều này có tác dụng như mong muốn trong việc chứng minh rằng Joséphine bị vô sinh, vì Napoléon đã cho thấy rõ ràng rằng ông có khả năng sinh con, điều này cuối cùng dẫn đến việc ông ly hôn với Josephine và tái hôn với Hoàng nữ của Đế chế Áo. Năm 1810, khi Napoléon kết hôn với người vợ thứ hai Marie Louise của Áo, Caroline chịu trách nhiệm hộ tống bà đến Pháp. Sau khi gặp cô ở biên giới Áo và công quốc của cô, Caroline buộc Marie-Louise phải bỏ lại tất cả hành lý, người hầu và thậm chí cả con chó cưng của cô ở Áo.
Caroline cống hiến hết mình vì lợi ích của chồng mình Joachim Murat, Vua của Napoli, nơi bà tham gia rất nhiều vào công việc của Vương quốc. Với tư cách là vương hậu của Napoli, bà giữ chức vụ nhiếp chính của Napoli trong thời gian Joachim vắng mặt trong 4 lần: khi ông tham gia cuộc chiến với Nga năm 1812–1813, khi ông tham gia cuộc chiến ở Đức năm 1813, trong cuộc chiến chống lại Napoléon vào năm 1814, và cuối cùng là trong thời điểm Napoléon trở lại nắm quyền vào năm 1815. Năm 1814, bà ủng hộ quyết định của chồng về việc thực hiện các hòa ước riêng với các đồng minh chống Napoléon, giữ ngai vàng của ông trong khi Napoléon bị phế truất.
Sau đó, trong Triều đại Một trăm ngày năm 1815, Joachim ra mặt ủng hộ Napoléon. Trong thời gian ông vắng mặt, Caroline được giữ lại làm nhiếp chính của Napoli. Joachim bị đánh bại và bị xử tử, còn Caroline thì trốn sang Đế quốc Áo. Trong thời gian sống lưu vong, bà lấy tước hiệu 'Nữ bá tước xứ Lipona'; 'Lipona' là cách đảo chữ của 'Napoli' (Naples).

## Cuối đời

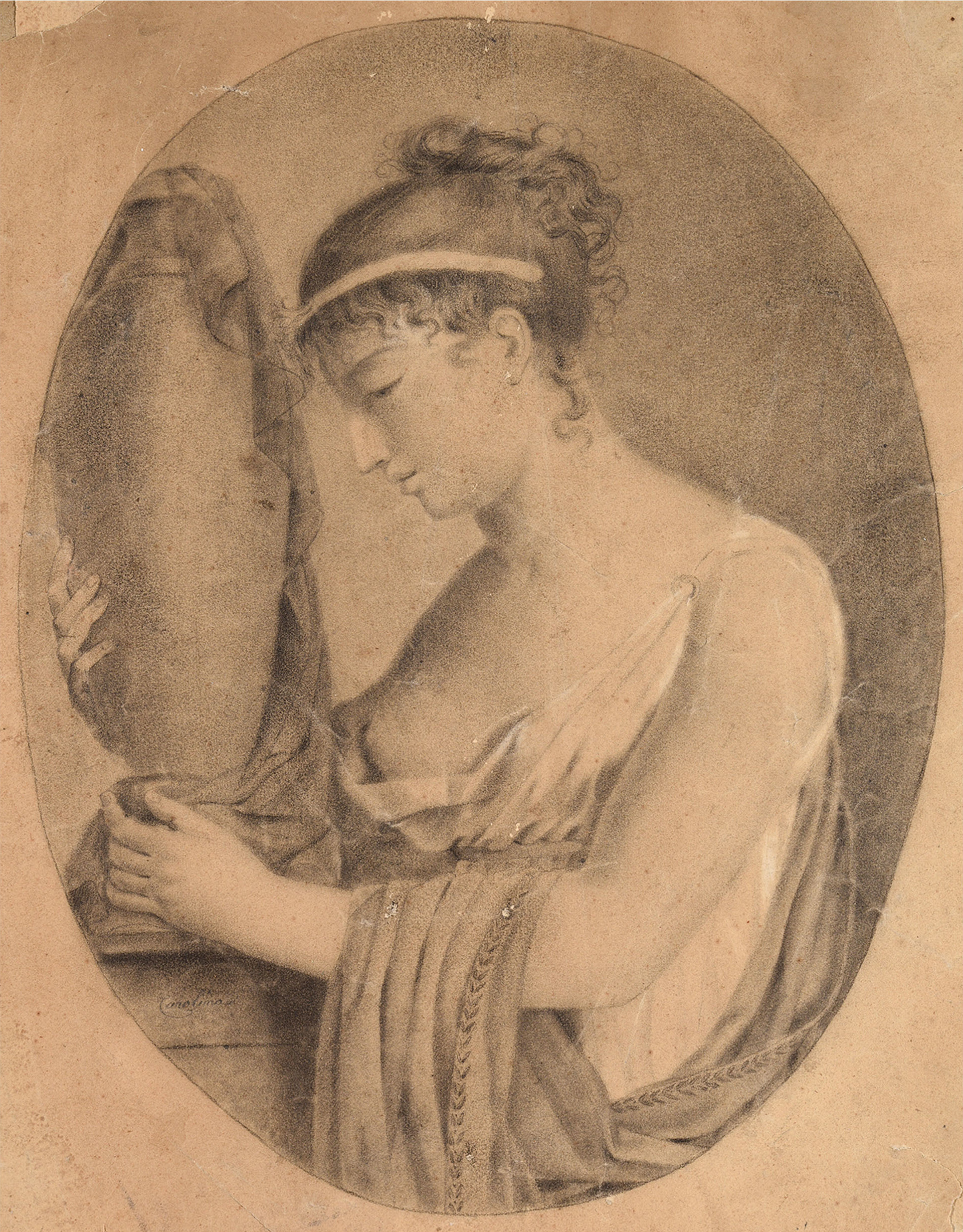
Caroline cầm chiếc bình đựng tro cốt của người chồng đã khuất của cô, Joachim Murat.

Năm 1830, bà kết hôn với Francesco (François) Macdonald (1777–1837), họ hàng của Nguyên soái Étienne Macdonald, từng là Bộ trưởng Bộ Chiến tranh của Vương quốc Napoli trong giai đoạn 1814-1815. Bà sống ở Florence cho đến khi qua đời vào năm 1839, và 2 người không có con. Caroline qua đời năm 1839 và được chôn cất tại Chiesa di Ognissanti, ở Florence.
Một trong những chắt trai của bà là nam diễn viên người Mỹ René Auberjonois.

## Hậu duệ
Caroline và Joachim là cha mẹ của 4 đứa trẻ:
- Achille Charles Louis Napoléon Murat, Thân vương Murat thứ 2 (21 tháng 1 năm 1801, Paris – 15 tháng 4 năm 1847, Quận Jefferson, Florida); kết hôn ở Tallahassee, Florida, vào ngày 12 tháng 7 năm 1826, Catherine Daingerfield Willis (17 tháng 8 năm 1803 – 6 tháng 8 năm 1867), con gái của Đại tá Byrd C. Willis (29 tháng 8 1781 – 1846) và Mary Lewis, không có hậu duệ.
- Vương nữ Marie Laetizia Joséphine Annonciade Murat (26 tháng 4 năm 1802, Paris – 12 tháng 3 năm 1859, Bologna); kết hôn ở Venice, vào ngày 27 tháng 10 năm 1823, Guido Taddeo Pepoli, Marchese Pepoli, Bá tước xứ Castiglione (7 tháng 9 năm 1789, Bologna – 2 tháng 3 năm 1852, Bologna), và có 4 người con.
- Lucien Charles Joseph Napoléon Murat, Thân vương thứ 2 xứ Pontecorvo, Thân vương Murat thứ 3 (16 tháng 5 năm 1803, Milan – 10 tháng 4 năm 1878, Paris); kết hôn vào Bordentown, New Jersey, vào ngày 18 tháng 8 năm 1831, Caroline Georgina Fraser (13 tháng 4 năm 1810, Charleston, Nam Carolina – 10 tháng 2 năm 1879, Paris), con gái của Thomas Fraser và vợ, Anne Lauton, và đã có hậu duệ; ông ấy là cộng sự của người anh họ đầu tiên của mình Napoléon III.
- Vương nữ Louise Julie Caroline Murat (21 tháng 3 năm 1805, Paris – 1 tháng 12 năm 1889, Ravenna); kết hôn ở Trieste, vào ngày 25 tháng 10 năm 1825 Giulio, Bá tước xứ Rasponi (19 tháng 2 năm 1787, Ravenna – 19 tháng 7 năm 1876, Florence), có hậu duệ.